# Colonia Santa Rosa (Buenos Aires)
La Colonia Santa Rosa fue un asentamiento de alemanes del Volga fundado en 1902 en la zona del actual partido de Puan (Buenos Aires, Argentina). Fue abandonada hacia 1950.